# Atelopus peruensis
Atelopus peruensis é uma espécie de sapo da família Bufonidae. Ele é endêmico no Peru. Seu habitat natural são as pradarias em elevadas altitudes, em áreas tropicais e subtropicais, e rios. Está ameaçado pela perda do seu habitat.